# Abiturzeitung

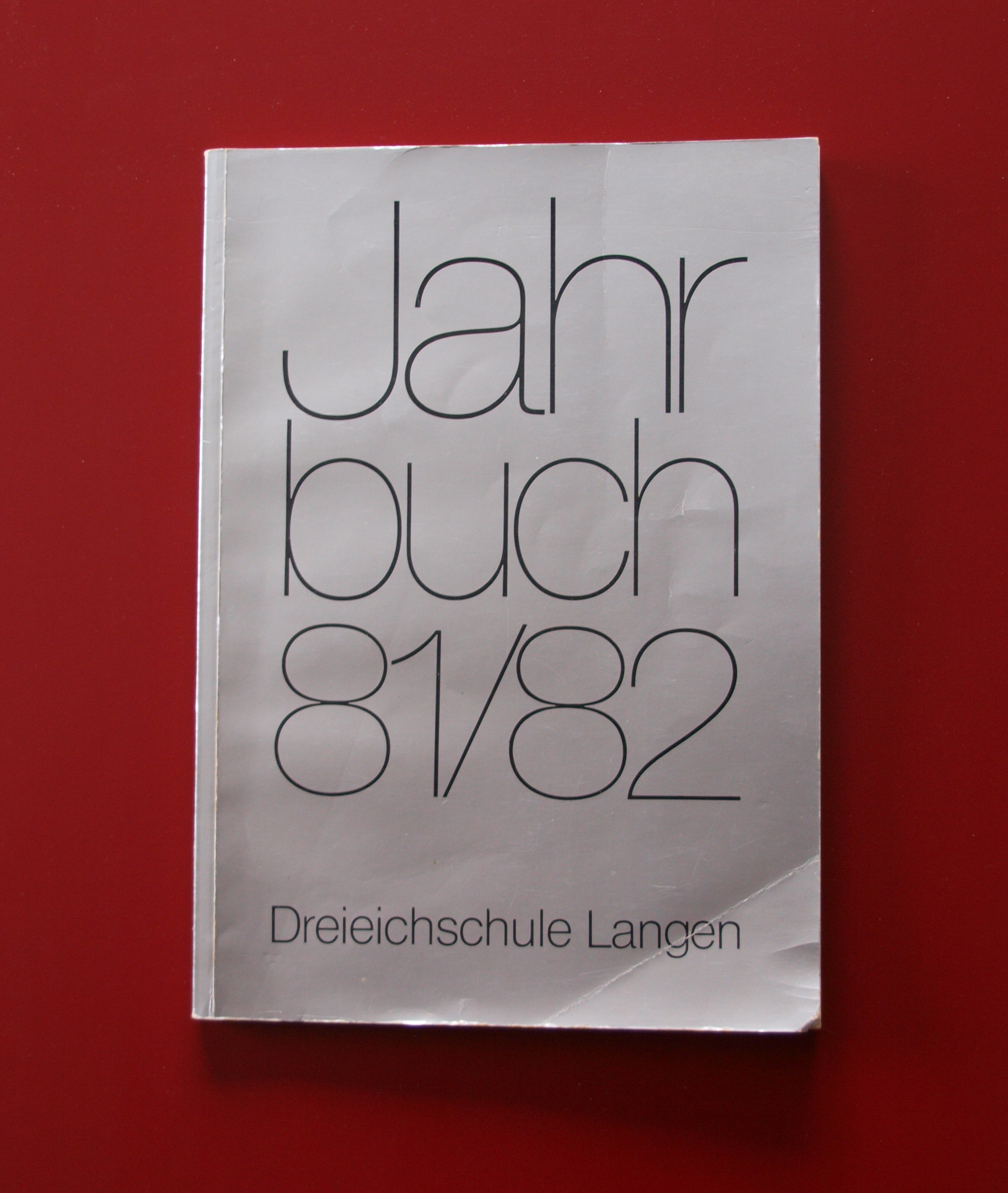
Umschlag der Abizeitung „Jahrbuch 81/82 Dreieichschule Langen“ (April 1982, Hrsg.: Jahrbuch AG der Dreieichschule)

Die Abiturzeitung (auch kurz: Abizeitung, oft auch Abi(tur)buch oder Maturazeitung) ist das Andenkenbuch von Abschlussklassen der gymnasialen Oberstufe.

## Geschichte
Abizeitungen gab es schon im späten 19. Jahrhundert, wenn auch damals eher unter anderen Namen wie „Commerszeitung“ oder „Bierzeitung“. Ein prominentes Beispiel stammt aus dem Jahr 1898 aus Bern, wo Paul Klee unter dem Pseudonym „Luap Elk“ wesentlicher Mitwirkender war. In Deutschland treten Abizeitungen in Anlehnung an amerikanische Yearbooks etwa seit den 1980er Jahren verstärkt in Erscheinung.

## Anfertigung
Sie erscheint einmalig pro Abiturjahrgang (in Deutschland und Österreich) oder klassenweise (in der Schweiz) und wird von den Abiturienten in Eigenverantwortung erstellt. Das Kritisieren von Lehrern ist üblich. Auch wenn oft jeder Schüler mitwirkt, bleibt die Kernarbeit meist einer kleinen Gruppe Freiwilliger überlassen (Redaktion). Der Erscheinungstermin liegt üblicherweise nach dem eigentlichen Abitur (z. B. am Abiball). An vielen Schulen ist es Konsens, dass die Schulleitung oder ein Vertrauenslehrer die Abizeitung vor dem Druck liest, um beleidigende Inhalte zu erkennen und zu entschärfen. Abizeitungen sind etwas Freiwilliges; nicht alle Jahrgänge oder alle Abschlussklassen erstellen eine Abizeitung.

## Aufgaben und Zielgruppe

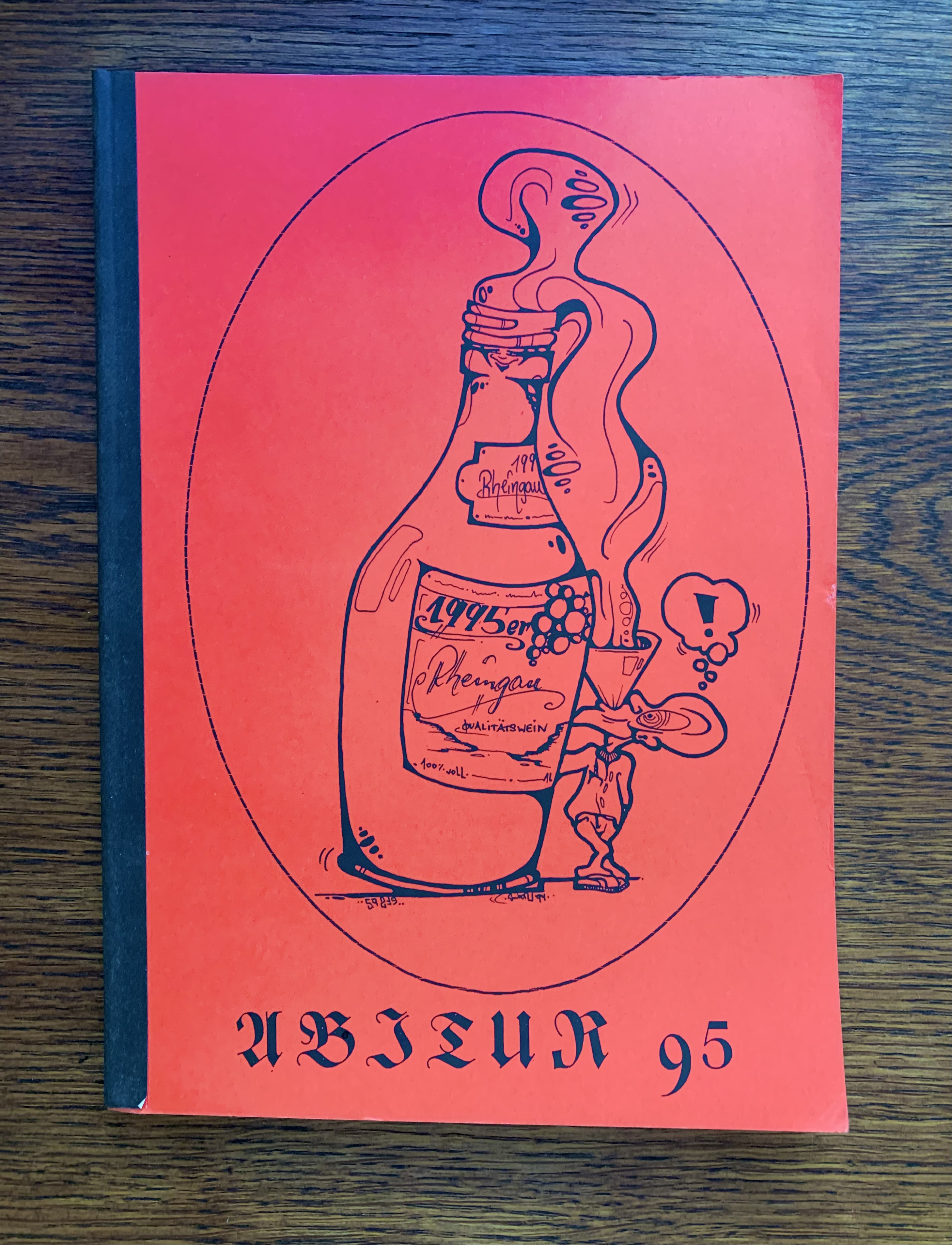
Cover einer Abiturzeitung, 1995

Die Hauptadressaten der Abiturzeitung sind die Entlassungsschüler sowie deren Familie und Freundeskreis. So können sich diese auch später noch an die Schulzeit und die Schülerschaft erinnern. Um auf eine wirtschaftlich rentable Mindestauflage zu kommen, werden oft weitere Käuferschichten erschlossen wie z. B. jüngere Schüler, Verwandte, Lehrer und ehemalige Schüler.

## Stil und Layout
Während sich die Inhalte der verschiedenen Abiturzeitungen oftmals ähneln, variiert der Stil stark. Sowohl die Schreibfähigkeit wie auch die grafischen Möglichkeiten bestimmen sich durch die Fähigkeiten von Einzelpersonen aus dem Abiturjahrgang. Ein einheitlicher Stil lässt sich daher schlecht feststellen.
Meist ist der Schreibstil locker und lustig. Charakterisierungen von Schülern und Lehrern schwanken nicht selten zwischen übertrieben schmeichelhaft und zotig beleidigend. Da sich hier jeder Abiturient beteiligen darf, also auch diejenigen, deren Stärke nicht im Schreiben liegt, können Textqualität und sprachliche Korrektheit von Seite zu Seite verschieden sein. Das Layout richtet sich meist nach dem jeweiligen Abimotto, unter dem auch die anderen Veranstaltungen des Jahrgangs stehen.

## Inhalte

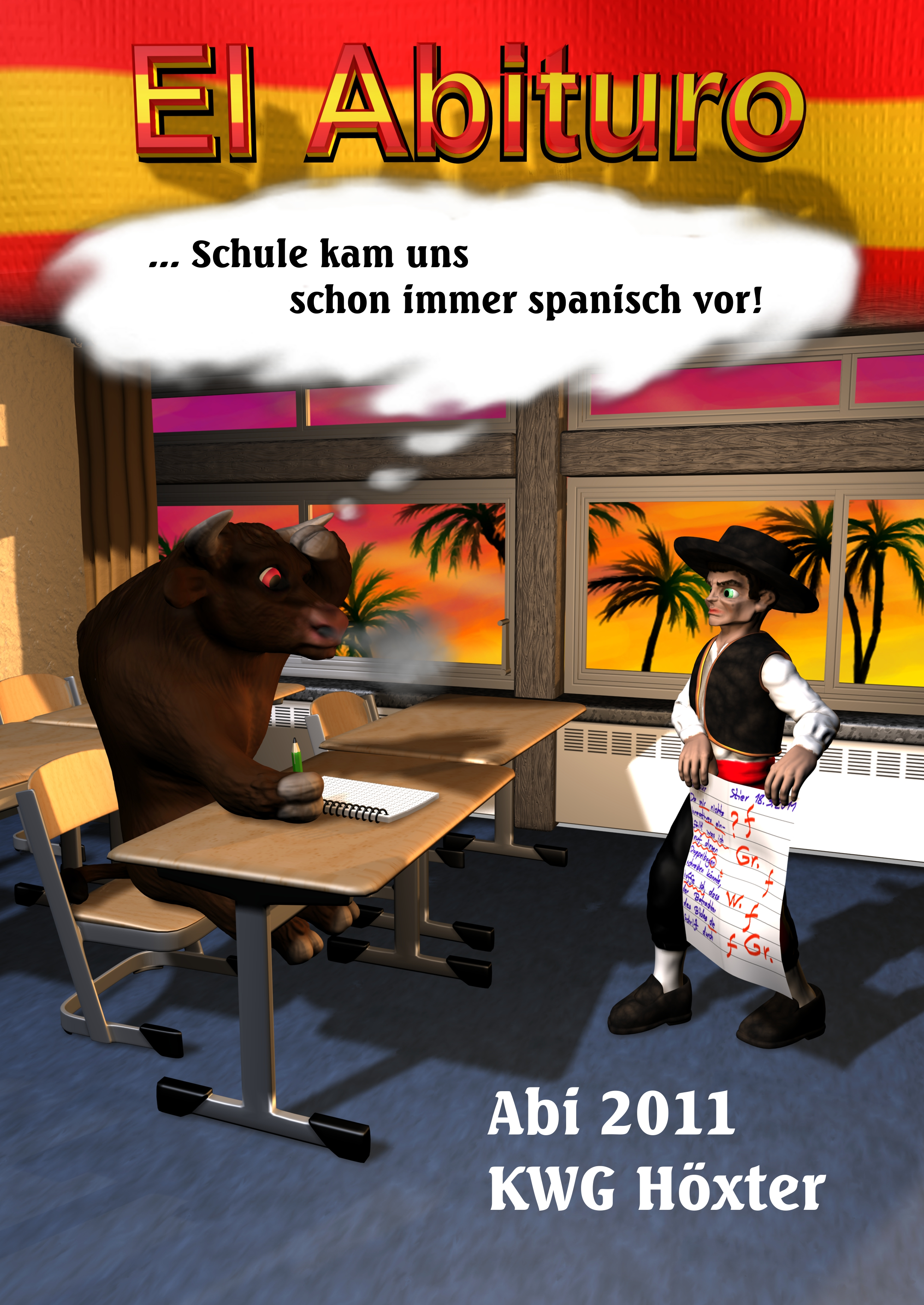
Beispiel für ein aufwändiger gestaltetes Cover einer Abiturzeitung

Zu den typischen Inhalten von Abiturzeitungen gehören:
- Impressum, in dem auch eine Person als verantwortlich im Sinne des Pressegesetzes benannt ist (V. i. S. d. P.)
- Vorwort des Stufenleiters/Jahrgangssprechers bzw. der Schulleitung
- Persönliche Seite für jeden Abiturienten
  - von einer kleinen Gruppe von Freunden charakterisiert
  - enthalten oft auch einige Porträtfotos und einen einheitlich strukturierten Steckbrief
- Rückblickende Worte auf die Schulzeit
- Berichte von Exkursionen, Sprachreisen, Sportwochen …
- Texte in den Fremdsprachen, die man während der Schulzeit gelernt hat
- Texte in der Mundart des Schulortes, z. B. schwäbisch, bayrisch, sächsisch, saarländisch
- Beschreibung von Projekten, z. B. durchgeführten Schülerprojekten
- Fotos aus der Schulzeit
- Charakterisierungen der Lehrer[3]
- Texte, die von Lehrern für die Abiturzeitung geschrieben wurden
  - über die Stufe, die Klasse oder einzelne Schüler
  - über Lebensweisheiten
- Grußworte von lokalen und/oder überregional bekannten Prominenten
- Auszüge aus alten Klassenbüchern
- Liste der ehemaligen Stufenangehörigen (Abgänger, Wiederholer etc.)
- Danksagungen
- Anzeigen von ortsnahen Unternehmen[4]
- Text des Abilieds (wenn vorhanden)
- Witzige Sprüche und Zitate aus dem Unterricht
- Rätsel, Verlosungen und Gewinnspiele
- Jahrgangsumfragen
- Autogrammseiten

Persönliche Abiturientenseiten, Kursbeschreibungen und solche von Jahrgangsfahrten nehmen oft einen Großteil des Heftumfangs ein. Der Inhalt der Abiturzeitung ist regional bedingt stark unterschiedlich, d. h., er kann alle oder auch nur einen der genannten Punkte umfassen. Die einzelnen Redaktionen lassen sich häufig von Abiturzeitungen früherer Jahrgänge und nahe gelegener Schulen inspirieren, einen überregionalen Austausch gibt es dagegen kaum. Allgemein gilt nur, dass die Abiturzeitung nur selten etwas mit dem zu tun hat, was der Definition einer Zeitung entspräche. Zum Thema „Mathe in Abizeitungen“ gibt es ein 2022 erschienenes Buch von Ingo Althöfer.

## Kosten und Finanzierung
Meist können allein durch den Verkauf die Druck- und weitere Kosten (z. B. Distribution/Lieferung oder Auslagenerstattungen) nicht gedeckt werden. So ist man häufig auf Sponsoren und Werbekunden angewiesen. Die Anzeigenpreise entsprechen dabei meist nicht der tatsächlichen Reichweite und haben deshalb auch Spendencharakter. Vorwiegend werden lokal tätige Unternehmen als Sponsoren gewonnen. Häufig ist aber auch die Eigeninitiative der Abiturienten in Form von Kuchenbasaren bzw. Kiosken, Flohmärkten, Vorabipartys oder auch kollektiver Blutspende gefragt.

## Multimedia
Mit steigender Häufigkeit werden Abiturzeitungen auch durch Internetseiten, CD-ROM oder DVD begleitet, die zusätzliche Inhalte und Formate bieten. Inhalte sind vor allem Fotos vom Erlebten während der letzten Jahre der Schulzeit (Veranstaltungen, Feste, Abipartys, Exkursionen), Videos, bestimmte Lieder, die den Jahrgang geprägt haben, die Abiturzeitung in digitaler Form etc.

## Digitale Werkzeuge und Softwarelösungen
Digitale Werkzeuge und webbasierte Plattformen werden vorwiegend zur Erstellung von Abiturzeitungen genutzt. Diese ermöglichen es Abschlussjahrgängen Inhalte wie Steckbriefe, Umfragen oder Fotoseiten kollaborativ und strukturiert zu erfassen. Einige Lösungen bieten zusätzlich Exportfunktionen für die Weiterverarbeitung in Grafikprogrammen.